# XXIII династия
XXIII династия фараонов Древнего Египта была режимом Мешвешских берберских фараонов, которые правили Древним Египтом. Эта династия часто рассматривается как часть Третьего переходного периода.

## Правители
Множество споров окружают эту династию, которая могла быть расположена в Гераклеополе, Гермополе, и Фивах. Однако сооружения эпохи их правления показывают, что они контролировали Верхний Египет параллельно с XXII династией сразу после смерти Осоркона II. В истории Египта известны следующие правители этой династии:
| Фараон       | Тронное имя            | Правление (до н. э.) | Супруга(и)          | Комментарий                                                                         |
| ------------ | ---------------------- | -------------------- | ------------------- | ----------------------------------------------------------------------------------- |
| Харсиес I    | Хеджхеперр-Сетепенамон | 880 — 860            | Исетверет I         | Независимый правитель Фив; Правил в то же время, что и Такелот I и Осоркон II.      |
| Такелот II   | Хеджхеперр-Сетепенр    | 840 — 815            | Каромама Д Ташеп    | Современник короля XXII династии Шешонк III, который правил Нижним Египтом.         |
| Петубастис I | Усермаатр-Сетепенамон  | 829 — 804            |                     | Участвовал в затяжной гражданской войне с Такелотом II.                             |
| Иупут I      | ??                     | 829 — 804            |                     | ко-регент                                                                           |
| Шешонк VI    | Усермаатр-Мериамон     | 804 — 798            |                     | Наследник Петубастиса I в Фивах, правил Верхним Египтом 6 лет.                      |
| Осоркон III  | Усермаатр-Сетепенамон  | 798 — 769            | Тентсай А Кароатхет | Участвовал в гражданской войне против Петубастиса I и Шешонка VI.                   |
| Такелот III  | Усермаатр              | 774 — 759            | Какат Иртиубаст     | Старший сын Осоркона III.                                                           |
| Рудамон      | Усермаатр-Сетепенамон  | 759 — 755            |                     | Младший брат и наследник Такелота III. Сохранилось мало свидетельств его правления. |
| Ини          | Мерхетепр              | 755 — 750            |                     | Контролировал только Фивы.                                                          |